# إيغون نوربرت زيمارمان
إيغون نوربرت زيمارمان (بالألمانية: Egon Zimmermann)‏ هو متزحلق جبال الألب نمساوي، ولد في 19 فبراير 1933 في إنسبروك في النمسا، وتوفي في 27 فبراير 2016 في كيرشبيشل في النمسا.

## وصلات خارجية
- إيغون نوربرت زيمارمان على موقع أوليمبيديا (الإنجليزية)